# هانس كريستيان نيلسن
هانس كريستيان نيلسن (بالدنماركية: Hans Christian Nielsen)‏ (10 مايو 1928 في الدنمارك - 5 مارس 1990 بآرهوس في الدنمارك) هو لاعب كرة قدم دانمركي في مركز الدفاع، شارك في الألعاب الأولمبية الصيفية 1960. ولعب مع آرهوس جمناستيك فورينينغ.

## مسيرته الكروية
لعب هانس كريستيان نيلسن خلال مسيرته الاحترافية مع 3 أندية في تسعة عشر موسمًا وسجل خلالها 3 أهداف ضمن 473 مباراة. ولم يفز بأي موسم بالكأس أو بالدوري.
خاض هانس كريستيان نيلسن مسيرته مع نادي أبولون سميرني في موسم 1985–86 ليلعب معه عشرة مواسم، مشاركًا في 264 مباراة سجل خلالها هدفًا واحدًا. ثم انتقل إلى نادي أريس تسالونيكي في موسم 1995–96 ولمدة موسمين، حيث شارك في 52 مباراة ولم يسجل أي هدف. لينتقل بعدها إلى نادي أكراتيتوس ‏ في موسم 1997–98 ليلعب معه سبعة مواسم، مشاركًا في 157 مباراة سجل خلالها هدفين.

## وصلات خارجية
- هانس كريستيان نيلسن على موقع قاعدة بيانات كرة القدم.إي يو (الإنجليزية)
- هانس كريستيان نيلسن على موقع ناشيونال فوتبول تيمز (الإنجليزية)
- هانس كريستيان نيلسن على موقع ناشيونال فوتبول تيمز (الإنجليزية)
- هانس كريستيان نيلسن على موقع أوليمبيديا (الإنجليزية)